# Von allem Anfang an
Von allem Anfang an sind Jugenderinnerungen von Christoph Hein, die 1997 in Berlin erschienen.
Daniel, Sohn des evangelischen Pfarrers Victor, erzählt über seine Grundschulzeit bis Ende 1956 in einer Kleinstadt im Süden der DDR.

## Inhalt

### Handlung
1958 ist es so weit. Daniel wird der Besuch der Oberschule aus politischen Gründen verweigert. Der 15-jährige will heimlich nach Westberlin gehen, um dort die Ostklasse eines Gymnasiums zu absolvieren. Zuvor möchte er sich von seiner lieben Tante Magdalena verabschieden. Unterwegs läuft ihm seine katholische Mitschülerin Lucie über den Weg. Das Mädchen findet es gemein, dass Daniel trotz guter Zensuren der Besuch der Oberschule verwehrt wird und erkundigt sich, ob er in eine Lehre oder nach Westberlin gehe. Daniel, durch den Verrat Lucies vorsichtig geworden, verschweigt seine beabsichtigte Reise in den Westen.
Tante Magdalena, eine Frau, deren Bräutigam im Ersten Weltkrieg umkam, ist gar keine richtige Tante, sondern nur eine gute Bekannte der kinderreichen Gemeindepfarrersfamilie. Daniel und zwei seiner Geschwister hatten in der Wohnung der Tante täglich die Schularbeiten gemacht. Tante Magdalena hatte jederzeit tatkräftig und mit Humor beigestanden.
Nach diesem erzählerischen Einstieg, in dem Daniel unter anderem mitteilt, dass er späterhin im Westberliner Gymnasium vorankam, erfolgt eine Rückblende in die Jahre 1955/1956. In sieben Episoden wird über die Schulzeit in der DDR erzählt. Betont werden die letzten Sommerferien. Die neunte und letzte Episode schließt die Erinnerungen ab. Darin kommt ein Besuch Westberlins im November 1956 zur Sprache.
In den genannten sieben Episoden nun geht es neben der Tante Magdalena unter anderem um Daniels ewiggestrigen autoritären Großvater, der sich weigert, in die Partei einzutreten und deswegen prompt seine Stellung als Verwalter eines Staatsgutes verliert. Anhand der Großvater-Geschichten verdeutlicht der Ich-Erzähler die Flucht seiner schlesischen Umsiedlerfamilie gegen Ende des Zweiten Weltkrieges westwärts. Daneben bleiben pubertäre Ferienerlebnisse des 13-jährigen Daniels im Lesergedächtnis haften. Zum Beispiel in der Episode „Am Russensee“ schildert Daniel seinen allerersten Samenerguss beim voyeuristischen Anblick des Geschlechtsverkehrs eines ein klein wenig älteren befreundeten Liebespaares. Daniels Ejakulat spritzt auch auf den Fahrradsattel des Mädchens Hilde Buschke, genannt Pille.
Die Episoden sind zum Teil lose miteinander verknüpft. Monate später erfährt Daniel, dass Pille geschwängert wurde. Der 13-jährige vermeintlich potentielle Vater weiß in seiner Angst gar nicht, was er den immer besorgten Eltern erklären sollte, falls die junge werdende Mutter Pille käme und daheim tatsächlich Einlass begehrte.
Die grünen Augen des Evangelisten Lukas auf einem Altarbild in Daniels Städtchen sind auch noch voll von Heinscher Poesie. Daniel findet das Augenpaar wieder in dem Gesicht des im Städtchen gastierenden Artisten Veltroni, fasst Vertrauen zu dem Seiltänzer und teilt dem wildfremden Mann seine Absicht mit, aus der Republik zu flüchten. Auch diese Geschichte ufert ins Sexuelle aus. Veltroni – eigentlich Karl – hat keine große Mühe bei der Verführung von Kathrin Blüthgen. Die verheiratete Frau und Mutter eines Kleinkinds unterrichtet in Daniels Klasse Geographie. Daniel, wiederum Voyeur – diesmal wider Willen – schildert minutiös den großen weißen Hintern der mannstollen Pädagogin.
Es gibt noch eine dritte sexuell gefärbte lesenswerte Begebenheit in den Erinnerungen. Diese ist nicht voyeuristisch. Mareike, eine Schülerin und Laienspielerin aus Suhl, lediglich mit ihrem weißen Höschen mit blauer Spitzenborte bekleidet, tanzt Daniel unter Ausschluss der Öffentlichkeit etwas vor. Zuvor haben die beiden miteinander das Küssen auf den Mund geübt. Die Vorgeschichte der Privat-Darbietung: Daniels schauspielerisches Talent war von der Lehrerin Fräulein Kaczmarek entdeckt worden. Schließlich durfte das Schülertheater an einer Dramatischen Werkstatt in Dresden teilnehmen. Gruppen aus Thüringen, Sachsen und eine aus Berlin liegen im Wettstreit. Dort in Dresden kommen sich Mareike und Daniel näher. Mareike möchte gerne Tänzerin werden und findet zunächst, ihre Beine seien für diesen Beruf zu dick. Dann wiederum meint sie, dürre Beine taugten nicht zum Tanz. Jedenfalls – Daniel will auf dem Zimmer einen Nackttanz sehen. Aber das junge Paar wird in der Dresdner Unterkunft durch einen Mitschüler gestört.
Nach dem oben genannten Besuch Westberlins wird noch der Verrat Lucies erzählerisch herausgearbeitet. Vor einigen technisch interessierten und auch begabten Klassenkameraden hatte Daniel von der Laufschrift auf einer Leuchtreklame am Kudamm geschwärmt. Die Gruppenratsvorsitzende Lucie hatte darauf den Frontstadtbesucher Daniel vor der Klasse und der Lehrerin bloßgestellt.

## Form
Die oben angedeutete Geschichte von der Verräterin Lucie klammert den Text. Es scheint so, als habe Daniel seine Erinnerungen als Erwachsener niedergeschrieben. Trotzdem spricht immerzu ein aufgewecktes Kind mit entwaffnender Offenheit aus dem Textkern zum Leser. Diese Rede des Halbwüchsigen ist tief menschlich und bis aufs Wort wahr.
Daniel erweist sich als vorurteilsfreier Beobachter sowohl der östlichen als auch der westlichen Welt. Das wird dem Leser zum Beispiel bewusst, als Daniel die Abgestumpftheit der Westberliner gegen Schreckensmeldungen auf Reklametafeln registriert. Nicht einmal die Nachricht von der akuten Kriegsgefahr bringt die abgebrühten Caféhausbesucher auf dem Kudamm aus der Ruhe.
Nach der ersten der neun Episoden macht der Erzähler einen Zeitsprung um etwa reichlich zwei Jahre rückwärts. Innerhalb der Episoden geht der Blick stellenweise zurück auf die verloren gegangene Heimat Schlesien. Der auf gute Unterhaltung bedachte Leser kommt auf seine Kosten – auch, weil Hein ein Kunststück gelungen ist: Der durch und durch politische Text kommt ohne den Holzhammer aus. Eine Ausnahme ist die letzte Episode. Die heißt „Glace surprise“ und liest sich stellenweise als Frontalangriff auf den bösen Kommunismus.

## Rezeption

### Rezeption bei Erscheinen
Volker Hage („Leuchtschrift am Kudamm“ in „Der Spiegel“ vom 25. August 1997) nennt Parallelen in den Lebensläufen von Christoph Hein zu seinem Helden Daniel. Peter von Matt steht in seiner Rezension („Frankfurter Allgemeine“ vom 14. Oktober 1997) der einfachen Erzählweise Heins nicht mehr hilflos gegenüber. Banalität werde zu Kunst. Eva Leipprand geht in der „Stuttgarter Zeitung“ auf Daniels Weg im Zusammenhang mit den durch zwei Weltkriege widerlegten Termini „Vaterland“ und „Heldentod“ ein. Auf der problematischen Suche nach seinem rechten Lebensweg erkenne Daniel, weder das Wort seiner Lehrer noch das des Vaters gelte. Vielmehr behielte Tante Magdalenas Erfahrung von der verdienten Ohrfeige Gültigkeit. Die Tante hatte in jungen Jahren jenen Schlag ins Gesicht von der Mutter ihres im Krieg verschollenen Bräutigams erhalten, nachdem das junge Mädchen die Parole des Bräutigams vom Opfertod fürs Vaterland nachgeplappert hatte. Horst Wagner findet in der „Berliner Zeitung“ für das Buch die Beiwörter „still“ und „nachdenklich“. Eine der drei Textsäulen sei neben Pubertät und Politik das Verhältnis des Protagonisten zur Religion. Daniel musste jeden Sonntag vormittags den Gottesdienst besuchen und mitsingen. Die kurze Besprechung in egotrip.de vom Oktober 2000 erwähnt unter anderem einen oben nicht genannten Aspekt. Daniel will die Provinz und die eigene Familie mit all ihrer „Muffigkeit“ verlassen. Christine Cosentino von der Rutgers University betrachtet die Struktur und die autobiographischen Textelemente. Hein habe mit dem Stoff eine „gesamtdeutsche Leserschaft gefunden“.

### Textausgaben
Verwendete Ausgabe
- Christoph Hein: Von allem Anfang an. 199 Seiten. Aufbau-Verlag, Berlin 1998 (5. Aufl.), ISBN 3-351-02890-3

## Hörbuch
- Von allem Anfang an. Lesung mit Ulrich Mühe, Regie: Petra Meyenburg, 346 Min., 1 mp3-CD, MDR Figaro 1998 / Der Audio Verlag, Berlin 2015, ISBN 978-3-86231-563-5.